# Shadhiliya
Shadhiliya is een soefi-orde binnen de islam.
De orde is opgericht door Abu al-Hasan al-Shadil, geboren in Marokko in circa 1196. In het begin van de 13e eeuw reisde al- Shadil af naar het oosten om daar de "spil" van de mystieke wereld te zoeken. In Bagdad vertelde een soefi, vermoedelijk Ahmed Ibn Ali al- Rifa'i, die ook als een van zijn leermeesters beschouwd wordt, hem dat hij in zijn vaderland moest zoeken, en wel op de Jbel (berg) al- Alam in de westelijke Rif. Daar vond hij zijn spirituele meester, Moulay Abdessalam Ibn Mashish.
Na zijn opleiding bij Ibn Mashish vertrok al- Shadil naar Tunesië, en nog later naar Egypte, waar hij na terugkeer van een pelgrimstocht in 1258 overleed. Hij is begraven in Humaithra aan de kust van de Rode Zee.
De door hem opgerichte orde is nog steeds actief in Noord-Afrika en daarbuiten.